# Iepurești
Iepureşti é uma comuna romena localizada no distrito de Giurgiu, na região de Muntênia. A comuna possui uma área de 27.22 km² e sua população era de 1922 habitantes segundo o censo de 2007.